# Гупфельд, Герман
Герман Христиан Карл Фридрих Гупфельд (нем. Hermann Hupfeld; 31 марта 1796, Марбург —24 апреля 1866, Галле) — немецкий ориенталист, христианский богослов, теолог, педагог, профессор. Исследователь Библии.

## Биография
В 1813—1817 годах изучал теологию и философию в Марбургском университете, где был в числе организаторов студенческой организации Burschenschaft.
В 1819—1822 работал преподавателем гимназии в Ханау. Затем продолжил учебу в Галле. Под руководством Вильгельма Гезениуса изучал восточные языки. В 1824 году прошел процесс хабилитации, в 1825 стал экстраординарным профессором теологии в Марбургском университете, с 1827 года — профессор восточных языков. В 1843 году сменил Вильгельма Гезениуса в Университете Галле.

## Научная деятельность
Главная научная заслуга Г. Гупфельда — большой вклад в критику ветхозаветных текстов, и, особенно, Пятикнижия.
В 1853 году издал монографию Die Quellen der Genesis und die Art ihrer Zusammensetzung, в которой впервые появилась его теория источников, и благодаря работам Ю. Велльгаузена, быстро распространившаяся в Европе и Америке.
Г. Гупфельд считается одним из первых представителей критики Библейской Псалтири. Кроме того, им проведена большая исследовательская работа над гебраистскими текстами и Книгой Иова.
Занимаясь активной педагогической деятельностью, Г. Гупфельд деятельно участвовал в церковной, политической и академической жизни. Призывал к проведению реформ в церкви и государстве.

## Избранные труды
- «Exercitationes aethiopicae» (1825);
- «Die Lehrartikel der Augsburger Confession» (1840);
- «Ausführliche hebr. Grammatik» (1841);
- «Über Begriff und Methode der sogenannten biblischen Einleitung nebst einer Uebersicht ihrer Geschichte und Literatur» (1844);
- «De rei grammaticae apud Judaeos initiis antiquissimis» (1846);
- «Die Quellen der Genesis» ;
- «Die Psalmen» (1855—1861);
- «Commentatio de primitiva et vera festorum apud Hebraeos ratione ex legum Mosaicarum varietate eruenda» (1855—1861);